# Stützengrün
Stützengrün es un municipio situado en el distrito de Erzgebirge, en el estado federado de Sajonia (Alemania), a una altitud de 600 metros. Su población a finales de 2016 era de unos 3000 habs. y su densidad poblacional, 120 hab/km².